# Slavko Kalezić

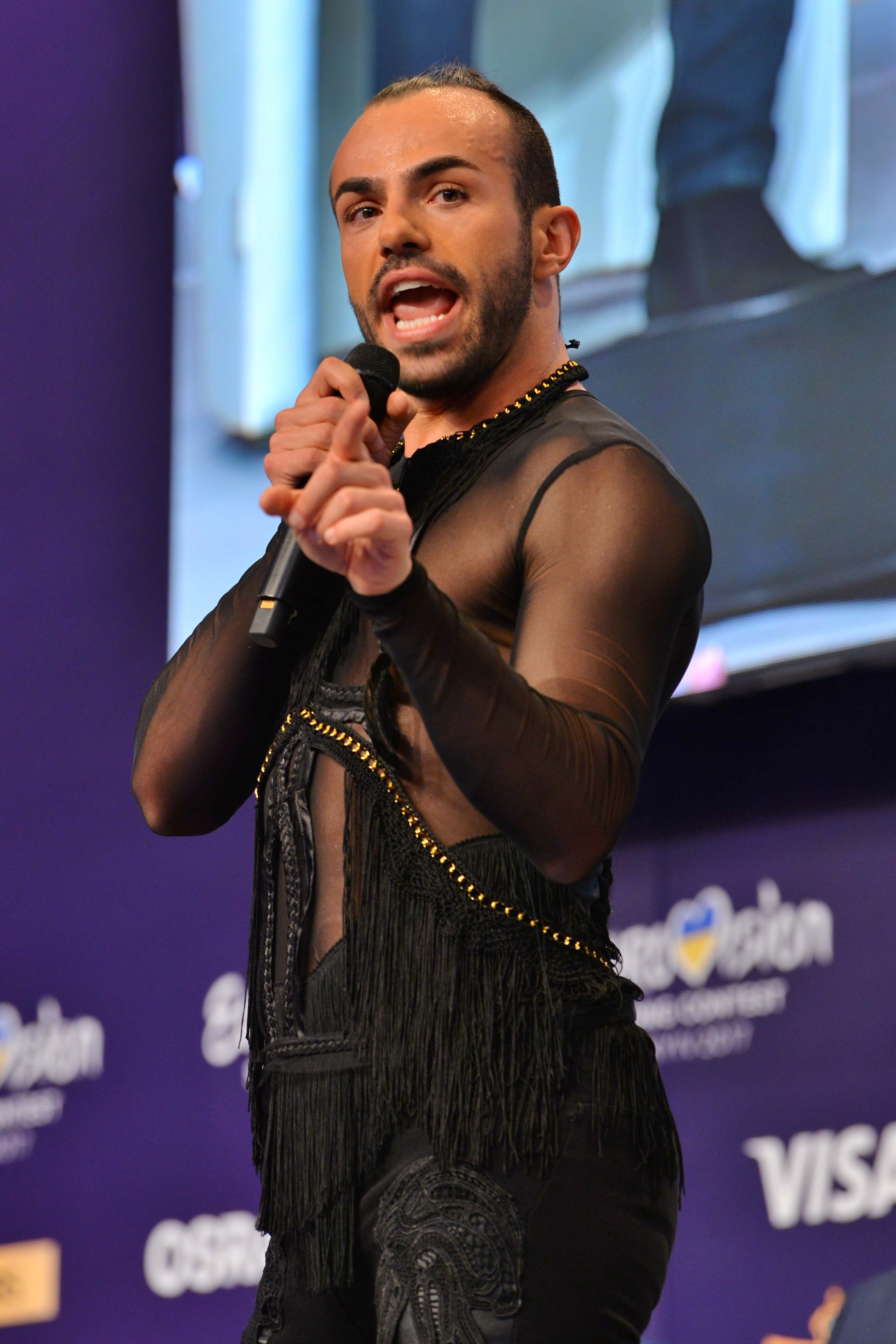
Slavko Kalezić (2017)

Slavko Kalezić (kyrillisch Славко Калезић; * 4. Oktober 1985 in Podgorica) ist ein montenegrinischer Sänger.

## Leben
Slavko Kalezić machte einen Abschluss am montenegrinischen Nationaltheater als Sänger und Tänzer. Er nahm 2013 an der ersten Staffel von X Factor Adria teil, schied aber noch vor den Live-Shows aus. 2014 veröffentlichte er sein Debütalbum.
Am 29. Dezember 2016 wurde er intern ausgewählt, Montenegro beim Eurovision Song Contest 2017 zu vertreten. Sein Lied Space wurde von Momčilo Zeković, Bandmitglied von Perper geschrieben. Nach der Teilnahme am ersten Halbfinale konnte er sich allerdings für das Finale des Wettbewerbs nicht qualifizieren.
Neben seiner Muttersprache spricht er auch fließend Englisch, Französisch und Spanisch.
2017 nahm er an The X Factor teil und schaffte es bis ins Juryhaus.

## Diskografie

### Alben
- 2014: San o vječnosti

### Singles
- 2011: Muza
- 2014: Krivac
- 2015: Feel the Music
- 2016: Freedom
- 2017: Space
- 2018: El Ritmo
- 2019: Moonlit Night
- 2019: Love Letter